# Música de cambra concertant núm. 5
La Música de cambra concertant núm. 5, op. 36 n4, va ser escrita el 1927 i estrenada el mateix el any, el dia 3 de novembre, pel mateix compositor com a solista de viola, Paul Hindemith, amb l'Orquestra Estatal de Berlín dirigida per Otto Klemperer.

## Formació instrumental
El conjunt instrumental per al qual l'obra està escrita és un ensamble fonamentalment de vent, format per una flauta o un piccolo, un oboè, un clarinet en mi bemoll, un clarinet en si bemoll, un clarinet baix en si bemoll, dos fagots, un contrafagot, una trompa en fa, dues trompetes en do, dos trombons, una tuba, quatre violoncels i quatre contrabaixos.
En l'actualitat, la gravació de referència d'aquesta obra l'han fet el director italià Riccardo Chailly i la violista Kim Kashkashian amb la Royal Concertbegouw Orchestra, l'any 1992. En el disc que conté aquesta gravació hi ha, juntament amb l'obra que ens ocupa, les Músiques de cambra concertant de la 1 a la 7.

## Estil
La peça s'emmarca en allò que avui dia, i en aquell mateix període, s'anomena "Nova objectivitat". Tal com va dir Willy Reich l'octubre de 1931:
| «                                    | L'exigència que els compositors haurien de crear, no com a manifestació de les seves característiques personals, sinó des de la pròpia substància musical, acostuma a anomenarse 'Nou realisme', un terme que, tanmateix, no explica l'abast del moviment. Allò més important sembla l'esforç per apropar la música als nous oïents per part del cercle dels sabis, amb una voluntat clarament educativa. És en aquest sentit que la influencia de Hindemith ha estat decisiva. | » |
| — Willy Reich, The Musical Quarterly | |   |

Per tant, és un moviment que entra directament en conflicte amb l'expressionisme, tot i derivar d'ell en els seus inicis com a avantguarda. Alhora propugna valors neoclàssics, com la recuperació dels grans autors del passat i el seu estudi, i també rep influències del jazz i la música popular, de la mateixa manera que ho va fer Stravinsky. Són notables les similituds entre els Concerts de Brandemburg de Johann Sebastian Bach i la Música de cambra concertant de Paul Hidemith.
Una de les característiques destacades d'aquesta obra (i de tot l'op. 36) és el virtuosisme del solista, que recorda el virtuosisme instrumental típic de l'època del Barroc i dels esmentats Concerts de Brandemburg. És per això, diu Ian Kempt, que la seva música pot resultar repetitiva per a l'oïda contemporània:
| «                              | El seu estil té tants punts en comú amb la música dels segles xviii i xix que de seguida s'assumeix que el seu treball és una recreació insípida de gestos ja coneguts. En el moment que l'estructura principal és reconeguda ningú no és receptiu: 'ara ve la cosa vella de sempre una altra vegada'. | » |
| — Ian Kempt, The Musical Times | |   |

En la línia d'aquest autor, queda clar que més enllà de les formes clàssiques i romàntiques hi ha molt de material nou i "trencador", especialment des del punt de vista de l'harmonia i el contrapunt: "Ella [la música de Hindemith] sempre ha estat basada en l'harmonia i el contrapunt, i en els tipus clàssics de textura i forma; elements els quals han resultat molt útils als compositors dels darrers sis segles i que no sembla que hagin d'ésser substituïts en el futur". Els elements postromàntics i el seu tractament de la polifonia són allò que, a gran escala, defineix l'estil individual del nostre autor, àdhuc de la nostra obra.

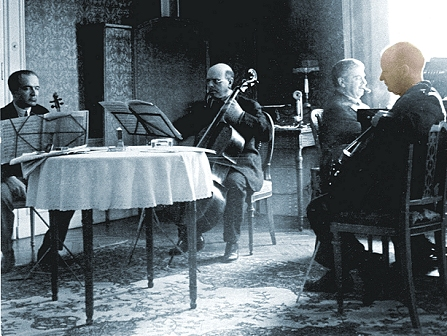
Quartet de corda amb Paul Hindemith a la viola. Simbolitza l'equilibri entre formes clàssiques i l'esperit trencador i les potents harmonies de la Nova Objectivitat i la música en general del.

## Estructura
La Música de cambra concertant num. 5 es divideix en quatre moviments, de forma molt similar a la manera barroca:
- Schnelle halbe (Allegro ma non tanto).
- Langsam (Lento).
- Mäßig schnell (Allegro moderato).
- Variante eines Militärmarsches (Variant sobre una marxa militar).